# Chelsea Charms
Nota: Se procura por outros significados de Chelsea, consulte Chelsea (desambiguação).
Chelsea Charms (Twin Cities, Minnesota, 7 de março de 1976) é uma modelo erótica norte-americana conhecida pelos seus seios grandes.

## Biografia
Chelsea possui seios extremamente grandes, certamente entre os maiores no mundo, graças ao implante do tipo "string breast implants" de polipropileno. Os "string breast implants" estimulam o organismo de forma a produzir um líquido. Este líquido é absorvido pelo implante, resultando no crescimento contínuo e gradual do peito.
O tamanho do busto de Chelsea é de 182 cm, um tamanho exagerado usado por dançarinas de seios grandes. Seus peitos pesam 31 libras (14 quilogramas) cada um. Por causa da natureza de seus "string breast implants", os peitos de Chelsea estão expandindo continuamente (aproximadamente 25 milímetros por mês).
As visitas regulares a seu cirurgião em Houston para drenar o líquido adicional são necessárias. Chelsea tinha um corpo natural. Realizou a cirurgia do aumento do peito três vezes. Ampliou primeiro para uma copa E. À segunda para uma HH. Ambos eram implantes salinos. Na terceira cirurgia introduziu "string breast implants" de "polypropylene". Em alguns casos do aumento do peito através do método de "polypropylene", os peitos podem crescer em ritmos diferentes, ou a uma taxa perigosamente acelerada. No seu caso cresceram igualmente, mas sua taxa de crescimento retardou firmemente ao longo dos anos. O índice inicial do implante era equivalente a 2 500 ml. O seu médico estima o crescimento em cada peito de 7 000 ml.
Em anos recentes, o uso de implantes "string breast implants" na cirurgia do aumento do peito, como no caso fez Chelsea, tornou-se ilegal nos Estados Unidos. Diversas outras mulheres na indústria de entretenimento de seios enormes possuem "string breast implants", incluindo Maxi Mounds (1,83 cm de altura) (que é detentora do registo de maior aumento dos seios, no Livro dos Recordes).
Quando perguntado a ela se suas costas doem, ela respondeu, "não, mas o exercício é a chave". Diz ela que ama a leitura, calculando em média um livro por semana. Seus autores favoritos são, Ha Jin, Anne Rice e Charles Dickens. Em sua aparição na expo 2005 do entretenimento adulto e em seu site, Chelsea anunciou que seus peitos tinham alcançado 10 000 ml cada. Em termos de fama é com certeza a número 1 entre as super peitudas.
Anos depois, posou nua para a Playboy e VIP.